# حفل توزيع جوائز الغرامي الحادي والستين
حفل توزيع جوائز الغرامي الحادي والستين هو حفل سيقام في 10 فبراير 2019 في ستيبلز سينتر، لوس أنجلوس.
سيكرم الحفل أفضل منتجي وصانعي الموسيقى إضافة إلي أفضل الفنانين علي مدار السنة أي من الفترة الممتدة بين 1 أكتوبر 2017 إلي غاية 30 سبتمبر 2018 . سيتم لإعلان عن الترشيحات في 5 ديسمبر 2018. 

## الإعلان عن الترشيحات
كان من المنتظر الإعلان عن الترشيحات تحديدا في 5 ديسمبر 2018 لكن تم تأخيرها فيما بعد إلى تاريخ 7 ديسمبر بسبب جنازة الرئيس الأمريكي السابق جورج بوش الأب.

## أداء
- بي تي اس
- كاميلا كابيو مع جي بالفين، ريكي مارتن، أرتور ساندوفال ويانغ ثاغ
- كاردي بي
- براندي كارلايل
- شالوي أكس هال
- مايلي سايرس
- دان + شاي — تيكيلا
- فانتازيا بارينو، أندرا داي ويولاندا آدامز — أريثا فرانكلين تكريم
- سموكي روبنسن، ني-يو وجينيفر لوبيز — موتاون تكريم
- إتش.أي.أر.
- دوا ليبا وسانت فنسنت (فنان)
- ليتل بيغ تاون
- بوست مالون وريد هوت تشيلي بيبرز
- شون مينديز
- جانيل موناي
- كايسي موسغرافس
- مارن موريس
- ليدي غاغا ومارك رونسون
- دوللي بارتون مع ليتل بيغ تاون، مارن موريس، كايسي موسغرافس، كيتي بيري ومايلي سايرس — تكريم دولي بارتون
- ديانا روس
- ترافيس سكوت

## الحضور
- كيلسي بليريني
- ليون بريدجس
- لوك كومبس
- تشارلي ويلسون
- أليسيا كارا
- جولياان إيدلمان
- إيف
- جون ماير
- بوب نيوهارت
- سموكي روبنسن
- سويز بيتز
- ميغان تراينور
- كاين براون
- بي تي أس
- سيدريك ذا انترتينر
- نينا دوبراف
- آنا كيندريك
- جادا بينكيت سميث
- يلمر فالديراما

## الترشيحات[4]

### الترشيحات العامة
تسجيل العام
- «I Like It» — كاردي بي، باد باني، & جي بالفين
  - إنفيزيبل، جوايتديدلت، غرايغ كالمان & تايني، المنتجون; ليزلي براثوايت & إيفن لاراي، المهندسون/المازجون; كولن ليونارد، مهندس تقني
- «ذا جوك» – براندي كارليل
  - دايف كوب & شوتر جيننغز، المنتجون; توم إلمهرست & إيدي سبير، المهندسون/المازجون; بيت لايمن، مهندس تقني
- «هذه أمريكا» – دونالد غلوفر

شايلديش غامبينو
- - دونالد غلوفر & لودويغ غورانسن، المنتجون; ديريك «ميكسيد باي علي» علي & رايلي ماكين، المهندسون/مازجون; مايك بوزي، مهندس تقني
- «غادز بلان» – درايك
  - بوا-1دا، كاردو & يانغ إكسكلوسيف، المنتجون; نويل كاداستر، نويل «غادجت» كامبل & نوا شبيب، المهندسون/المازجون; كريس أثينس، مهندس تقني
- «شالو» – لايدي غاغا وبرادلي كوبر
  - لايدي غاغا & بنجامين رايس، المنتجون; براندون بوست & توم إلمهرست، المهندسون/المازجون; راندي ميريل، المهندس التقني
- «أول ذا ستارز» – كندريك لامار & سزا
  - أل شوكس & ساووايف، برودوسر; سام ريسي & مات شيفير، المهندسون/المازجون; مايك بوزي، المهندس التقني
- «روكستار» – بوست مالون بالاشتراك مع 21 سافدج
  - لويس بيل & تانك غاد، المنتجون; لويس بيل & ماني ماروكن، المهندسون/المازجون; مايك بوزي، المهندس التقني
- «ذا ميدال» – زيد، مارين موريس وغراي
  - غراي، مانستر & سترانجرز & زيد، المنتجون; غراي، توم موريس، راين شاناهان & زيد، المهندسون/المازجون; مايك مارش، المهندس التقني

ألبوم العام
- إنفايشن أوف برايفسي – كاردي بي
  - ليسلي براثوايت & إيفن لاراي، المهندسون/المازجون; بيلكاليس ألمانزر & جوردن ثروب، كاتبو الأغاني; كولن ليونارد، مهندس تقني
- باي ذا واي, أي فورغيف يو – براندي كارليل
  - دايف كوب & شوتر جيننغز، المنتجون; دايف كوب & إيدي سبير، المهندسون/المازجون; براندي كارليل، فيل هانسروث & تيم هانسروث، كاتبو الأغاني; بيت لايمن، مهندس تقني
- سكوربيون – درايك
  - نويا كادستر، نويل «غادجت» كامبل & نواه شبيب، المهندسون/المازجون; أوبراي غراهام & نواه شبيب، كاتبو الأغاني; كريس أثينس، مهندس تقني
- H.E.R. – اتش.اى.آر.
  - دارهايل «هاي دي جي» كامبر جي أر., دايفيد «سواغ ريكيليوس» هاريس، H.E.R., ولتر جونيس & جيف روبنسن، المنتجون; مايك تسوتسومي، مهندس/مازج; دارهايل كامير جي أر. & H.E.R., كاتبو الأغاني; دايف كاتش، مهندس تقني
- بيربونغس & بينتليس – بوس مالون
  - لويس بيل & بوست مالون، المنتجون; لويس بيل & ماني ماركون، المهندسون/المازجوز; لويس بيل & أوستن بوست، كاتبو الأغاني; مايك بوزي، مهندس تقني
- ديرتي كومبيوتر – جانيل موني
  - شاك لايتينينغ، جانيل موني روبنسن & نايت "روكيت" وندر، المنتجون; مايك غازوسكي، جانيل موني روبنسون & نايت «روكيت» وندر، المهندسون/المازجون; ناتالي إيرفين III, شارليس جوزيف II, تايلور باركس & جانيل موني روبنسن، كاتبو الأغاني; دايف كاتس، مهندس تقني
- غولدن أور – كايسي ماسغرافيس
  - إيان فيتشاك، كايسي ماسغرافيس & دانييل تاشيين، المنتجون; كريغ ألفين & شون إيفيريت، المهندسون/المازجون; إيان فيتشاك، كتيسي ماسغرافيس & دانييل تاشيين، كاتبو الأغاني; غريغ كالبي & ستيف فالون، مهندس تقني
- بلاك بانتر: الألبوم, موسيقي مستلهمة من طرف عدة فنانين –
  - كندريك لامار، بالاشتراك مع ; كندريك داكورث & ساونوايف، المنتجون; مات شيفر، المهندس/المازج; كندريك داكورث & مارك سبيرز، كاتبو الأغاني; مايك بوزي، مهندس تقني

أغنيةالعام
- «أول ذا ستارز»
  - كندريك داكورث، سولانا روو، أل شاكبارك، مارم سبيرز & أنتوني تيفيث، كاتبو الأغاني (كندريك لامار & سزا)
- "Boo'd Up"
  - لورنس دوبسون، جويل جامس، إيلا ماي & ديجون ماكفارلن، كاتبو الأغاني (إيلا ماي)
- "God's Plan"
  - أوبراي غراهام، دافيون جاكسون، بروك كورسن، روز لاتور، ماثيو صامولز & نواه شبيب، كاتبو الأغاني (درايك)
- "In My Blood"
  - تيدي جيجر، سكوت هاريس، شون مينديز & جيوفراي وربورتن، كاتبو الأغاني (شون مينديز)
- "The Joke"
  - براندي Carlile، دايف كوب، فيل هانسروث & تيم هانسيروث، كاتيو الأغاني (براندي كارليل)
- "The Middle"
  - ساراه أرون، جوردن كي. جونسون، ستيفن جونسون، ذا مانسترز وذا سترانجرز لوماكس، كايل تريوارثا، مايكل تريوارثا & أنتون زاسلافيسكي، كاتبو الأغاني (زيد، مارن موريس & غراي)
- «شالو»
  - لايدي غاغا، مارك رونسون، أنتوني روسوماندو & أندرو ويات، كاتيو الأغاني (لايدي غاغا & برادلي كوبر)
- «هذه أمريكا»
  - دونالد غلوفر & لادويغ غورانسن، كاتبو الأغاني (شايلديش غامبينو)

أفضل فنان جديد
- كلوي إكس هالي
- لوك كومبز
- جريتا فان فليت
- اتش.اى.آر.
- دوا ليبا
- مارغو برايس
- بيبي ريكسا
- جورجا سميث

### بوب
أفضل أداء بوب منفرد
- «كولورز» – بيك
- «هافانا (مباشر)» – كاميلا كابيو
- «غود إز إي وومان» – أريانا غراندي
- "Joanne (Where Do You Think You're Goin'?)" – لايدي غاغا
- «بيتر ناو» – بوست مالون

أفضل أداء ثنائي/مجموعة بوب
- «فول إن لاين» – كريستينا أغيليرا بالاشتراك مع ديمي لوفاتو
- «دونت غو بريكنغ ماي هارت» – باكستريت بويز
- "'S Wonderful" – توني بينيت & ديانا كرال
- «شالاو» – لايدي غاغا & برادلي كوبر
- «غورلز لايك يو» – مارون 5 بالاشتراك مع كاردي بي
- «ساي سامثينغ» – جاستين تمبرلايك بالاشتراك مع كريس ستابلتون
- «ذا ميدال» – زيد، مارن موريس وغراي